# Dansk Sundhedstjeneste for Sydslesvig
Dansk Sundhedstjeneste for Sydslesvig tager sig af social-humanitære opgaver indenfor den danske folkegruppe i Sydslesvig. Hovedopgaven er hjemmepleje, skolelægearbejdet og social rådgivning.
Det humanitære arbejde blandt danske sydslesvigere begyndte allerede i 1912 med en enkelt sygeplejerske. Sundhedstjenesten selv startede i september 1945. I tiden efter 2. verdenskrig var der hårdt brug for hjælp på alle områder. I denne tid fungerede Dansk Sundhedstjeneste under Dansk Røde Kors.
Dansk Sundhedstjeneste driver social- og sundhedscentre i Flensborg, Slesvig by, Husum og Læk. Derudover driver sundhedstjenesten Dansk Alderdomshjem i Flensborg med 84 pladser samt næsten 100 pensionistboliger spredt i Sydslesvig. I Danmark drives i samarbejde med Danmarks Lungeforening Kystsanatoriet i Hjerting med plads til 150 børn og hvilehjemmet Bennetgaard i Københoved for pensionister.